# Fonte do Santo
La Fonte del Santo es el punto de mayor altitud de la Sierra de San Mamede, con 1614 m de altitud. En la cumbre se encuentra una pequeña capilla en honra de San Mamede, que solamente se abre una vez al año. Cerca de la capilla hay un refugio de piedra acondicionado para hacer comida y una fuente que da nombre a la cumbre.
- Datos: Q20546778